# Xylotrechus insignis
Xylotrechus insignis es una especie de escarabajo longicornio del género Xylotrechus. Fue descrita científicamente por LeConte en 1873.
Se distribuye por Estados Unidos y México (desde Oregón hasta Baja California). Mide 14-20 milímetros de longitud. El período de vuelo ocurre en los meses de marzo, abril, mayo, junio, julio y agosto.